# آب‌انبار قاسم‌آباد
آب‌انبار قاسم‌آباد مربوط به دوره پهلوی است و در یزد، قاسم‌آباد، محله زرتشتیان واقع شده و این اثر در تاریخ ۹ اردیبهشت ۱۳۸۲ با شمارهٔ ثبت ۸۵۳۲ به‌عنوان یکی از آثار ملی ایران به ثبت رسیده است.